# زي ماريا (لاعب كرة قدم برازيلي)
زي ماريا (بالبرتغالية: José Marcelo Ferreira‏) هو لاعب كرة قدم ومدرب كرة قدم برازيلي في مركز الدفاع، ولد في 25 يوليو 1973 في أويرس في البرتغال. شارك مع منتخب البرازيل لكرة القدم. أما مع النوادي، فقد لعب مع إنتر ميلان وجمعية بورتوغيزا الرياضية وشيفيلد يونايتد ونادي بارما ونادي بالميراس ونادي بونتي بريتا ونادي بيروجيا ونادي فاسكو دا غاما ونادي فلامنغو ونادي كروزيرو ونادي ليفانتي.

## وصلات خارجية
- زي ماريا (لاعب كرة قدم برازيلي) على موقع الاتحاد الدولي (مؤرشف)  (الإنجليزية)
- زي ماريا (لاعب كرة قدم برازيلي) على موقع قاعدة بيانات كرة القدم.إي يو (الإنجليزية)
- زي ماريا (لاعب كرة قدم برازيلي) على موقع ناشيونال فوتبول تيمز (الإنجليزية)
- زي ماريا (لاعب كرة قدم برازيلي) على موقع أوليمبيديا (الإنجليزية)
- زي ماريا (لاعب كرة قدم برازيلي) على موقع اللجنة الأولمبية البرازيلية (البرتغالية)